# Knežak
Knežak este o localitate din comuna Ilirska Bistrica, Slovenia, cu o populație de 477 de locuitori.